# Chloridolum concinnatum
Chloridolum concinnatum är en skalbaggsart som beskrevs av Francis Polkinghorne Pascoe 1869. Chloridolum concinnatum ingår i släktet Chloridolum och familjen långhorningar. Inga underarter finns listade i Catalogue of Life.